# Stenoterommata
Stenoterommata is een spinnengeslacht in de taxonomische indeling van de bruine klapdeurspinnen (Nemesiidae).
Stenoterommata werd in 1881 beschreven door Holmberg.

## Soorten
Stenoterommata omvat de volgende soorten:
- Stenoterommata arnolisei Indicatti et al., 2008
- Stenoterommata crassistyla Goloboff, 1995
- Stenoterommata curiy Indicatti et al., 2008
- Stenoterommata grimpa Indicatti et al., 2008
- Stenoterommata iguazu Goloboff, 1995
- Stenoterommata leporina (Simon, 1891)
- Stenoterommata maculata (Bertkau, 1880)
- Stenoterommata melloleitaoi Guadanucci & Indicatti, 2004
- Stenoterommata palmar Goloboff, 1995
- Stenoterommata platensis Holmberg, 1881
- Stenoterommata quena Goloboff, 1995
- Stenoterommata tenuistyla Goloboff, 1995
- Stenoterommata uruguai Goloboff, 1995